# Бразильско-индийские отношения
Бразильско-индийские отношения — двусторонние дипломатические отношения между Бразилией и Индией.
Отношения основаны на общем глобальном видении, общих демократических ценностях и стремлении способствовать инклюзивному экономическому росту на благо народов обеих стран. Бразилия стала первой латиноамериканской страной, установившей дипломатические отношения с Индией в 1948 году. В 2006 году отношения были повышены до уровня стратегического партнерства, открыв новый этап в двустороннем сотрудничестве. Государства являются членами «БРИКС», «Большой двадцатки», IBSA и «Группы четырёх» и претендуют на постоянное место в Совете Безопасности ООН.
Президент Бразилии Жаир Болсонару был главным гостем на праздновании Дня республики Индии в 2020 году.
Согласно опросу Всемирной службы Би-би-си, проведённому в 2013 году, только 16 % бразильцев положительно относятся к влиянию Индии. Мнения Индии о Бразилии также резко разделились: 20 % относятся к Бразилии положительно, а 18 % относятся к Бразилии отрицательно.

## История
Связи Индии с Бразилией насчитывают пять столетий. Португалец Педру Кабрал официально признан первым европейцем, «открывшим» Бразилию в 1500 году. Капитан Кабрал был направлен в Индию королем Португалии после возвращения Васко да Гамы. Вероятно, Педру Кабрал сбился с курса по пути в Индию. Бразилия стала важной португальской колонией и стоянкой на долгом пути в Гоа. Португальские связи привели к обмену некоторыми сельскохозяйственными культурами между Индией и Бразилией в колониальные времена. Индийский скот также был импортирован в Бразилию. Большая часть крупного рогатого скота в Бразилии имеет индийское происхождение. Острый перец продавали из Нового Света в Индию.
Дипломатические отношения между государствами были установлены в 1948 году. Посольство Индии открылось в Рио-де-Жанейро 3 мая 1948 года и перемещено в Бразилиа 1 августа 1971 года.
Одним из основных источников напряжённости в отношениях между странами был процесс деколонизации португальских анклавов в Индии, главным образом Гоа. Несмотря на давление со стороны Индии на Португалию с требованием отступить, Бразилия поддержала претензии Португалии на Гоа. Бразилия изменила политический курс только в 1961 году, когда стало ясно, что Индии удастся силой взять под свой контроль Гоа у все более слабой Португалии, которая столкнулась со слишком большим количеством внутренних проблем, чтобы представлять мощную военную угрозу для Индии. Тем не менее, когда армии Джавахарлала Неру подавили португальское сопротивление и оккупировали Гоа, бразильское правительство резко раскритиковало Индию за нарушение международного права. В то время как Бразилия пыталась объяснить Индии, что её позицию следует понимать в контексте давней бразильско-португальской дружбы, индийское правительство было глубоко разочаровано тем, что Бразилия, демократическая страна и бывшая колония, поддерживает недемократический режим Португалии против демократической и недавно ставшей независимой Индии.
В 2009 году Бразилия одобрила продажу 100 противорадиационных ракет MAR-1 Пакистану, несмотря на давление Индии. Министр обороны Бразилии Нельсон Жобим назвал эти ракеты «очень эффективным способом наблюдения» за районами, над которыми летают военные самолеты, и заявил, что сделка с Пакистаном составила сумму 85 миллионов евро (167,6 миллиона долларов США), а также добавил, что: «Бразилия ведёт переговоры с Пакистаном, а не с пакистанскими террористами» и «отменить эту сделку означало бы приписать террористическую деятельность правительству Пакистана».

### Реформа СБ ООН
Представители государств считают, что развивающиеся страны были постоянными членами Совета Безопасности ООН, поскольку он должен быть более демократичным, легитимным и представительным — «Группа четырёх» является новой группой для реализации этой цели.

### Сотрудничество Юг-Юг
Бразилия и Индия участвуют в инициативе IBSA. Первый саммит IBSA был проведен в Бразилиа в сентябре 2006 года, за ним последовал второй саммит IBSA в Претории в октябре 2007 года, а третий — в Нью-Дели в октябре 2008 года. Четвертый саммит IBSA снова состоялся в Бразилиа, незадолго до второго саммита БРИК. До 2007 года уже было проведено четыре заседания Трёхсторонней комиссии IBSA, поскольку первое состоялось в 2004 году, и охватило многие области, такие как: наука, технологии, образование, сельское хозяйство, энергетика, культура, здравоохранение, социальные вопросы, государственное управление и управление доходами. Цель в достижении 10 миллиардов долларов США в товарообороте между странами-участницами был достигнут к 2007 году.
Государства придерживаются трансформационной дипломатии, призванный обеспечить экономический рост, устойчивое развитие, сокращение бедности и региональное процветание в обширных регионах Латинской Америки, Африки и Азии. Фонд IBSA по борьбе с бедностью и голодом уже выделил средства на наращивание экономического потенциала Восточного Тимора и на борьбу с ВИЧ/СПИДом в Бурунди, а также получил премию партнерства Юг-Юг на мероприятии, посвященном Дню ООН, проходившем в Нью-Йорке 19 декабря 2006 года.

### Поездка премьер-министра Нарендры Моди в 2014 году
В июле 2014 года премьер-министр Индии Нарендра Моди осуществил свой первый визит в Бразилию для участия в 6-м саммите «БРИКС», который прошёл в северо-восточном пляжном городе Форталеза. На саммите в Форталезе члены «БРИКС» договорились о создании финансового учреждения, конкурирующего с прозападным Всемирным банком и МВФ. Индийская сторона предложила разместить штаб-квартиру «Нового банка развития» в Нью-Дели, но другие страны не поддержали данное предложение. Позже лидеры стран «БРИКС» также посетили мероприятие в Бразилиа, где они встретились с главами правительств «УНАСУР». Министерство иностранных дел Индии добавило испанский в список доступных языков, что газета «Hindustan Times» назвала «свидетельством намерения правительства выйти за пределы Европы, Азии и США, чтобы наладить дипломатические и торговые связи со странами Латинской Америки».

### Правление Жаира Болсонару
Отношения между государствами ещё больше укрепились после избрания Жаира Болсонару президентом Бразилии в октябре 2018 года. Администрация Жаира Болсонару заняла аналогичную Индии скептическую позицию по отношению к Китаю, особенно в отношении инициативы «Пояс и путь».
Кульминацией стало то, что Жаир Болсонару посетил парад в честь Дня республики в качестве главного гостя в январе 2020 года вместе с делегацией бразильских официальных лиц. Во время визита Жаира Болсонару премьер-министр Индии Нарендра Моди и члены бразильской делегации, такие как Эрнесту Араужу и Эдуарду Болсонару, подчеркнули роль идеологических связей в растущих отношениях между странами, учитывая общие националистические взгляды лидеров. Непосредственно перед визитом Жаира Болсонару посол Бразилии поддержал позицию индийского правительства о том, что реализация Закона о гражданстве 2019 года и отмена особого статуса Джамму и Кашмира являются внутренним делом Индии.

## Экономические отношения
Государства сотрудничают на многостороннем уровне по таким вопросам, как: международная торговля и развитие, окружающая среда, реформа ООН и расширение Совета Безопасности ООН. В 2007 году объём товарооборота между государствами почти утроился и составил сумму 3,12 миллиарда долларов США по сравнению с 1,2 миллиардами долларов США в 2004 году. В 2016 году объём товарооборота между государствами увеличился до 5,64 миллиарда долларов США.